# Володарі хаосу
«Володарі хаосу» (англ. Lords of Chaos) — біографічний трилер режисера Юнаса Окерлунда, присвячений трагічним подіям навколо норвезької блек-метал сцени початку 1990-х років. Фільм заснований на однойменній книзі Майкла Мойнігена та Дідріка Седерлінда. Головні ролі виконали Рорі Калкін, Еморі Коен, Скай Феррейра, Джек Кілмер. Світова прем'єра стрічки відбулась на кінофестивалі «Санденс» 23 січня 2018 року.

## Сюжет
Гітарист Ейстейн Ошет на початку 1980-х збирає блек-метал гурт «Mayhem» в який, окрім нього, входили бас-гітарист Некробутчер, барабанщик Мангейм і вокаліст Маніак. Невдовзі Маніак і Мангейм покидають гурт, замість них до «Mayhem» приєднуються Геллгаммер і Дед, які на виступах завдавали собі каліцтва та кидали свинячі голови. На одному зі своїх виступів гурт знайомиться зі своїм шанувальником Варґом Вікернесом.
Дед, у якого була депресія, вчиняє самогубство, розрізавши вени та вистріливши з рушниці. Євронімус, замість того щоб звернутися до поліції, починає фотографувати померлого, а потім збирати залишки черепа, щоб зробити прикрасу. Його дії викликають відразу в Некробутчера й він покидає гурт.
Євронімус відкриває музичну крамницю «Helvete» («Пекло»), яка стає центром для місцевих блек-металістів, зокрема Burzum, Fenriz, Faust, Emperor. Ця спілка отримує назву «Чорне коло». Між Євронімусом та Варгом виникає сутичка, Вікернес спалює місцеву церкву з метою справити враження на інших членів «Чорного кола». Невдовзі Євронімус підпалює церкву разом з Варгом і Фаустом.
Під час запису дебютного альбому «Mayhemу» «De Mysteriis Dom Sathanas» між Варгом та Євронімусом виникає суперечка щодо лідерства в гурті.
У Норвегії починається хвиля підпалу церков, Фауст жорстоко вбиває гея, після чого поліція пов'язує ці події з блек-метал сценою. Починаються обшуки, крамницю «Helvete» зачиняють. Варг стає головним підозрюваним після його інтерв'ю газеті про підпали та вбивство, але через брак доказів його звільняють.
Євронімус починає погрожувати Варгу. 10 серпня 1993 року між ними виникає суперечка, під час якої Вікернес вбиває суперника. Вбивцю заарештовують за звинуваченнями у вбивстві та підпалу кількох церков.

## У ролях
| Актор                      | Роль          |
| -------------------------- | ------------- |
| Рорі Калкін                | Євронімус     |
| Еморі Коен                 | Варг Вікернес |
| Ентоні Де Ла Торре         | Геллгаммер    |
| Джек Кілмер                | Дед           |
| Скай Феррейра              | Енн-Маріт     |
| Вальтер Скаршгард          | Фауст         |
| Сем Коулман                | Металіон      |
| Джонатан Барнуелл          | Некробутчер   |
| Вілсон Гонсалес Оксенкнегт | Блекторн      |
| Лучіан Чарльз Кольєр       | Оккультус     |
| Ендрю Лаввель              | Фенріз        |
| Аріон Чіхар                | Атілла Чіхар  |

## Створення фільму

### Виробництво
У травні 2015 року було оголошено, що колишній барабанщик Bathory та кінорежисер Юнас Екерлунд будуть знімати фільм. Зйомки стрічки були заплановані на осінь 2015 року в Норвегії, але з невідомих причин не почалися до 2016 року. Фільм був знятий в Осло, Норвегія, з живими сценами в Будапешті, Угорщина. Одночасно зняли відеокліп для гурту «Metallica» на пісню «ManUNkind» в якому були залучені актори фільму.

### Знімальна група
- Кінорежисер — Юнас Окерлунд
- Сценарист — Юнас Окерлунд, Денніс Магнуссон
- Кінопродюсер — Квесі Діксон, Денні Габаі, Джим Чарнекі, Ерік Гордон, Джек Арбутнотт
- Композитор — Sigur Rós
- Кінооператор — Пар М. Екберг
- Кіномонтаж — Рікард Крантц
- Художник-постановник — Емма Фейрлі
- Артдиректор — Чаба Лоді
- Художник-декоратор — Золтан Франк
- Художник-костюмер — Сюзі Коултард
- Підбір акторів — Даніель Габбард[5]

## Сприйняття

### Критика
Фільм отримав змішані відгуки. На сайті Rotten Tomatoes оцінка стрічки становить 74 % на основі 62 відгуків від критиків (середня оцінка 6,6/10) і 58 % від глядачів із середньою оцінкою 3,1/5 (460 голосів). Фільму зарахований «свіжий помідор» від кінокритиків та «розсипаний попкорн» від глядачів, Internet Movie Database — 6,5/10 (6 316 голосів), Metacritic — 48/100 (17 відгуків критиків) і 4,9/10 (14 відгуків від глядачів).

### Номінації та нагороди
| Нагороди та номінації фільму «Володарі хаосу» | Нагороди та номінації фільму «Володарі хаосу» | Нагороди та номінації фільму «Володарі хаосу» | Нагороди та номінації фільму «Володарі хаосу» | Нагороди та номінації фільму «Володарі хаосу» | Нагороди та номінації фільму «Володарі хаосу» |
| Рік                                           | Кінофестиваль/кінопремія                      | Категорія/нагорода                            | Номінант                                      | Результат                                     |                                               |
| --------------------------------------------- | --------------------------------------------- | --------------------------------------------- | --------------------------------------------- | --------------------------------------------- | --------------------------------------------- |
| 2018                                          | Кінофестиваль у Сіджасі                       | Найкращий фільм                               | Тор-Бйорн Олссон                              | Номінація                                     |                                               |